# Lawrencella
Lawrencella là một chi thực vật có hoa trong họ Cúc (Asteraceae).

## Loài
Chi Lawrencella gồm các loài: